# HD 117150
HD 117150，又名CD-50 7812，SAO 240883、HR 5071，是一颗恒星，视星等为5.06，位于銀經308.99，銀緯11.26，其B1900.0坐标为赤經13h 23m 17.3s，赤緯-50° 11.26′ 49″。